# دانشگاه بانگکوکتونوبوری
دانشگاه بانگکوکتونوبوری (به لاتین: Bangkokthonburi University) یک دانشگاه در تایلند است که در Thawi Watthana واقع شده است.